# Fortuna:Národní liga 2018/2019
Sezóna 2018/19 je 26. ročníkem 2. nejvyšší české fotbalové soutěže. Začala v pátek 20. července 2018 a skončila v neděli 25. května 2019.

## Změny týmů
Z loňského ročníku první ligy do této soutěže sestoupily týmy FC Vysočina Jihlava a FC Zbrojovka Brno, naopak do 1. ligy postoupily SFC Opava a 1. FK Příbram. Do MSFL 2018/19 sestoupil tým MFK Frýdek-Místek a do ČFL 2018/19 sestoupil tým FK Olympia Praha. Do Národní ligy postoupil vítěz ČFL 2017/18 MFK Chrudim a vítěz MSFL 2017/18 1. SK Prostějov.

## Lokalizace
- Jihočeský kraj – SK Dynamo České Budějovice, FC MAS Táborsko
- Jihomoravský kraj - 1. SC Znojmo FK, FC Zbrojovka Brno
- Karlovarský kraj – FK Baník Sokolov
- Královéhradecký kraj – FC Hradec Králové
- Moravskoslezský kraj – FK Fotbal Třinec, MFK Vítkovice
- Olomoucký kraj – 1. SK Prostějov
- Pardubický kraj – FK Pardubice, MFK Chrudim
- Praha – FK Viktoria Žižkov
- Středočeský kraj – FC Sellier & Bellot Vlašim
- Ústecký kraj – FK Ústí nad Labem, FK Varnsdorf
- Kraj Vysočina – FC Vysočina Jihlava

## Kluby, stadiony, umístění, hlavní trenéři
Poznámka: Tabulka uvádí kluby v abecedním pořadí.
| Klub                       | Stadion                               | Kapacita | Město/ obec      | Region               | Trenér           |
| -------------------------- | ------------------------------------- | -------- | ---------------- | -------------------- | ---------------- |
| 1. SK Prostějov            | Stadion Za Místním nádražím           | 3 500    | Prostějov        | Olomoucký kraj       | Oldřich Machala  |
| 1. SC Znojmo FK            | Městský stadion v Horním parku        | 2 599    | Znojmo           | Jihomoravský kraj    | František Šturma |
| FC Hradec Králové          | Malšovický stadion                    | 7 220    | Hradec Králové   | Královéhradecký kraj | Zdenko Frťala    |
| FC MAS Táborsko            | Stadion v Kvapilově ulici             | 1 350    | Tábor            | Jihočeský kraj       | Petr Mikolanda   |
| FC Sellier & Bellot Vlašim | Stadion v Kollárově ulici             | 1 200    | Vlašim           | Středočeský kraj     | Erich Brabec     |
| FC Vysočina Jihlava        | Stadion v Jiráskově ulici             | 4 500    | Jihlava          | Kraj Vysočina        | Radim Kučera     |
| FC Zbrojovka Brno          | Městský fotbalový stadion Srbská      | 10 200   | Brno             | Jihomoravský kraj    | Pavel Šustr      |
| FK Baník Sokolov           | Stadion FK Baník Sokolov              | 5 000    | Sokolov          | Karlovarský kraj     | Vítězslav Hejret |
| FK Fotbal Třinec           | Stadion Rudolfa Labaje                | 2 200    | Třinec           | Moravskoslezský kraj | Jiří Neček       |
| FK Pardubice               | Stadion Pod Vinicí                    | 3 000    | Pardubice        | Pardubický kraj      | Jiří Krejčí      |
| FK Ústí nad Labem          | Městský stadion Ústí nad Labem        | 4 000    | Ústí nad Labem   | Ústecký kraj         | Aleš Křeček      |
| FK Varnsdorf               | Městský stadion v Kotlině             | 5 000    | Varnsdorf        | Ústecký kraj         | David Oulehla    |
| FK Viktoria Žižkov         | Stadion FK Viktoria Žižkov            | 5 600    | Praha            | Praha                | Miloš Sazima     |
| MFK Chrudim                | Stadion Za Vodojemem                  | 1 500    | Chrudim          | Pardubický kraj      | Pavel Jirousek   |
| MFK Vítkovice              | Městský stadion v Ostravě-Vítkovicích | 15 000   | Ostrava          | Moravskoslezský kraj | Jiří Balcárek    |
| SK Dynamo České Budějovice | Fotbalový stadion Střelecký ostrov    | 6 749    | České Budějovice | Jihočeský kraj       | David Horejš     |

## Tabulka
Aktuální k 25.5.2019.
| Poř. | Tým                        | Z  | V  | R  | P  | VG | OG | B  |
| ---- | -------------------------- | -- | -- | -- | -- | -- | -- | -- |
| 1.   | SK Dynamo České Budějovice | 30 | 23 | 3  | 4  | 60 | 24 | 72 |
| 2.   | FC Vysočina Jihlava (S)    | 30 | 17 | 7  | 6  | 50 | 33 | 58 |
| 3.   | FC Zbrojovka Brno (S)      | 30 | 17 | 6  | 7  | 63 | 31 | 57 |
| 4.   | FC Hradec Králové          | 30 | 15 | 8  | 7  | 36 | 18 | 53 |
| 5.   | FK Ústí nad Labem          | 30 | 15 | 4  | 11 | 44 | 39 | 49 |
| 6.   | FK Varnsdorf               | 30 | 13 | 9  | 8  | 33 | 26 | 48 |
| 7.   | FK Pardubice               | 30 | 11 | 11 | 8  | 45 | 34 | 44 |
| 8.   | MFK Vítkovice              | 30 | 10 | 7  | 12 | 32 | 44 | 40 |
| 9.   | 1. SK Prostějov (N)        | 30 | 9  | 9  | 12 | 28 | 37 | 36 |
| 10.  | FK Fotbal Třinec           | 30 | 10 | 6  | 14 | 36 | 42 | 36 |
| 11.  | FK Baník Sokolov           | 30 | 9  | 6  | 15 | 28 | 40 | 33 |
| 12.  | FC Sellier & Bellot Vlašim | 30 | 7  | 11 | 12 | 30 | 38 | 32 |
| 13.  | MFK Chrudim (N)            | 30 | 8  | 5  | 17 | 39 | 56 | 29 |
| 14.  | FK Viktoria Žižkov         | 30 | 7  | 6  | 17 | 33 | 59 | 27 |
| 15.  | FC MAS Táborsko            | 30 | 6  | 7  | 17 | 37 | 53 | 25 |
| 16.  | 1. SC Znojmo               | 30 | 6  | 7  | 17 | 40 | 60 | 25 |

Poznámky:
- Z = Odehrané zápasy; V = Vítězství; R = Remízy; P = Prohry; VG = Vstřelené góly; OG = Obdržené góly; B = Body
- S = nováček (minulou sezónu hrál vyšší soutěž a sestoupil); N = nováček (minulou sezónu hrál nižší soutěž a postoupil)

| 1. | Přímý postup do Fortuna:Ligy 2019/20 |
| 2. | Postup do baráže o Fortuna:Ligu 2019/20. Kvalifikační dvojutkání s týmem umístěném ve Fortuna:Lize 2018/19 po nadstavbové části na 15. pozici |
| 3. | Postup do baráže o Fortuna:Ligy 2019/20. Kvalifikační dvojutkání s týmem umístěném ve Fortuna:Lize 2018/19 po nadstavbové části na 14. pozici |
|    | Sestup do České fotbalové ligy 2019/20 nebo Moravskoslezské fotbalové ligy 2019/20                                                            |

## Výsledky - křížová tabulka
| Domácí \ Hosté | BRN | CBU | HKR | CHR | JIH | PCE | PRO | SOK | TAB | TRI | UNL | VDF | VIT | VLA | ZNO | ŽIŽ |
| Brno           |     | 2–1 | 2–0 | 3–0 | 1–3 | 3–1 | 1–0 | 0–0 | 4–1 | 5–0 | 0–0 | 0–0 | 4–1 | 1–2 | 2–0 | 6–0 |
| Č. Budějovice  | 3–2 |     | 3–1 | 3–1 | 2–0 | 1–0 | 3–1 | 1–0 | 4–0 | 3–1 | 2–0 | 3–0 | 3–0 | 1–0 | 1–2 | 4–1 |
| Hradec Kr.     | 0–1 | 1–0 |     | 3–1 | 0–1 | 4–1 | 3–0 | 2–0 | 1–0 | 1–0 | 2–0 | 0–1 | 0–0 | 3–1 | 2–1 | 4–0 |
| Chrudim        | 1–2 | 2–2 | 1–0 |     | 4–3 | 1–1 | 4–0 | 1–2 | 2–1 | 1–2 | 2–3 | 0–1 | 1–2 | 2–1 | 4–1 | 1–2 |
| Jihlava        | 1–6 | 1–1 | 2–0 | 0–1 |     | 1–0 | 1–0 | 1–0 | 2–1 | 2–1 | 4–1 | 3–1 | 2–2 | 3–0 | 2–1 | 4–1 |
| Pardubice      | 1–1 | 2–0 | 0–0 | 4–0 | 0–0 |     | 2–1 | 0–0 | 3–2 | 4–0 | 2–0 | 0–0 | 3–1 | 0–0 | 3–1 | 2–1 |
| Prostějov      | 2–1 | 0–1 | 0–0 | 0–0 | 1–1 | 2–2 |     | 2–1 | 2–1 | 0–1 | 1–0 | 0–2 | 0–0 | 2–2 | 5–1 | 0–0 |
| Sokolov        | 0–2 | 0–2 | 1–3 | 0–1 | 2–2 | 1–0 | 3–0 |     | 0–2 | 1–0 | 1–5 | 2–3 | 4–0 | 2–0 | 2–2 | 1–0 |
| Táborsko       | 1–2 | 1–1 | 0–1 | 0–1 | 1–1 | 3–3 | 1–1 | 0–1 |     | 1–1 | 2–3 | 2–3 | 4–2 | 2–2 | 1–0 | 2–1 |
| Třinec         | 2–1 | 2–3 | 2–2 | 2–1 | 1–2 | 1–2 | 0–2 | 2–0 | 1–1 |     | 1–2 | 2–0 | 1–1 | 0–0 | 1–1 | 4–0 |
| Ústí nad Labem | 2–2 | 0–1 | 0–1 | 3–1 | 2–3 | 3–1 | 2–1 | 2–1 | 3–0 | 1–0 |     | 0–2 | 2–1 | 0–0 | 2–1 | 4–1 |
| Varnsdorf      | 2–0 | 0–1 | 1–0 | 2–2 | 1–0 | 0–0 | 0–0 | 0–0 | 1–0 | 0–1 | 1–0 |     | 0–0 | 0–0 | 7–1 | 3–1 |
| Vítkovice      | 2–4 | 1–2 | 0–0 | 2–1 | 1–0 | 1–0 | 0–2 | 2–0 | 1–0 | 3–1 | 1–1 | 2–0 |     | 1–0 | 0–6 | 2–0 |
| Vlašim         | 2–2 | 0–1 | 0–0 | 2–1 | 1–1 | 2–0 | 0–1 | 3–0 | 2–3 | 0–3 | 1–2 | 1–1 | 1–0 |     | 2–2 | 2–1 |
| Znojmo         | 0–1 | 2–5 | 0–0 | 6–1 | 0–3 | 0–4 | 0–1 | 1–2 | 2–3 | 2–0 | 3–0 | 1–1 | 0–3 | 1–1 |     | 1–0 |
| Žižkov         | 3–2 | 1–2 | 1–1 | 1–1 | 0–1 | 4–4 | 4–1 | 1–1 | 2–1 | 0–3 | 0–1 | 2–0 | 2–0 | 2–0 | 1–1 |     |

Aktualizováno po zápasech hraných 25. května 2019.
Zdroj: 

Vysvětlivky
1. ↑  Domácí tým je uveden v levém sloupci

Barvy: Modrá = výhra domácích; Žlutá = remíza; Červená = výhra hostů

## Pořadí po jednotlivých kolech
Při shodném počtu bodů a skóre mohou být kluby umístěny na stejném místě v průběhu soutěže (zejména zpočátku), v závěru platí v případě rovnosti bodů a skóre dodatečná kritéria, která rozhodují o konečném pořadí. Aktuální k 25.5.2019
| Klub             | 1  | 2  | 3  | 4  | 5  | 6  | 7  | 8  | 9  | 10 | 11 | 12 | 13 | 14 | 15 | 16 | 17 | 18 | 19 | 20 | 21 | 22 | 23 | 24 | 25 | 26 | 27 | 28 | 29 | 30 |
| ---------------- | -- | -- | -- | -- | -- | -- | -- | -- | -- | -- | -- | -- | -- | -- | -- | -- | -- | -- | -- | -- | -- | -- | -- | -- | -- | -- | -- | -- | -- | -- |
| České Budějovice | 2  | 1  | 2  | 2  | 3  | 1  | 2  | 1  | 2  | 3  | 3  | 2  | 2  | 1  | 1  | 1  | 1  | 1  | 1  | 1  | 1  | 1  | 1  | 1  | 1  | 1  | 1  | 1  | 1  | 1  |
| Jihlava          | 1  | 2  | 1  | 1  | 2  | 3  | 3  | 7  | 3  | 1  | 1  | 1  | 1  | 2  | 2  | 2  | 2  | 2  | 2  | 2  | 2  | 2  | 2  | 2  | 2  | 2  | 2  | 2  | 2  | 2  |
| Brno             | 14 | 13 | 7  | 9  | 6  | 9  | 9  | 8  | 9  | 9  | 8  | 9  | 8  | 6  | 6  | 7  | 7  | 6  | 7  | 5  | 5  | 5  | 3  | 6  | 5  | 5  | 3  | 3  | 3  | 3  |
| Hradec           | 4  | 4  | 2  | 4  | 4  | 4  | 4  | 2  | 1  | 2  | 2  | 3  | 3  | 3  | 3  | 3  | 3  | 3  | 3  | 3  | 3  | 3  | 4  | 3  | 3  | 3  | 4  | 4  | 4  | 4  |
| Ústí nad Labem   | 5  | 3  | 4  | 3  | 1  | 2  | 1  | 3  | 4  | 5  | 9  | 5  | 6  | 7  | 7  | 6  | 5  | 7  | 5  | 7  | 6  | 6  | 5  | 5  | 4  | 4  | 5  | 5  | 5  | 5  |
| Varnsdorf        | 8  | 6  | 6  | 6  | 9  | 7  | 7  | 5  | 6  | 6  | 5  | 6  | 4  | 4  | 4  | 4  | 4  | 4  | 4  | 4  | 4  | 4  | 6  | 4  | 6  | 7  | 6  | 6  | 6  | 6  |
| Pardubice        | 3  | 7  | 8  | 5  | 5  | 5  | 5  | 6  | 5  | 4  | 4  | 4  | 5  | 5  | 5  | 5  | 6  | 5  | 6  | 6  | 7  | 7  | 7  | 7  | 7  | 6  | 7  | 7  | 7  | 7  |
| Vítkovice        | 14 | 8  | 10 | 11 | 7  | 8  | 8  | 9  | 8  | 8  | 6  | 7  | 7  | 8  | 8  | 10 | 8  | 8  | 8  | 8  | 8  | 8  | 8  | 8  | 8  | 8  | 8  | 9  | 8  | 8  |
| Prostějov        | 6  | 5  | 5  | 7  | 8  | 6  | 6  | 4  | 7  | 7  | 7  | 8  | 9  | 9  | 11 | 12 | 12 | 13 | 13 | 15 | 14 | 14 | 13 | 13 | 12 | 11 | 11 | 11 | 11 | 9  |
| Třinec           | 14 | 16 | 16 | 16 | 16 | 16 | 16 | 16 | 14 | 15 | 16 | 13 | 13 | 12 | 12 | 11 | 11 | 11 | 11 | 11 | 11 | 12 | 10 | 10 | 11 | 10 | 9  | 8  | 9  | 10 |
| Sokolov          | 13 | 15 | 15 | 14 | 15 | 13 | 10 | 10 | 10 | 11 | 10 | 11 | 10 | 10 | 10 | 9  | 10 | 10 | 10 | 12 | 12 | 10 | 11 | 9  | 10 | 12 | 12 | 12 | 10 | 11 |
| Vlašim           | 6  | 9  | 11 | 13 | 14 | 10 | 12 | 11 | 12 | 12 | 12 | 12 | 11 | 11 | 9  | 8  | 9  | 9  | 9  | 10 | 9  | 9  | 9  | 11 | 9  | 9  | 10 | 10 | 12 | 12 |
| Chrudim          | 8  | 10 | 14 | 10 | 13 | 15 | 11 | 13 | 13 | 13 | 13 | 14 | 14 | 14 | 14 | 14 | 14 | 15 | 15 | 14 | 13 | 13 | 14 | 14 | 13 | 13 | 13 | 13 | 13 | 13 |
| Žižkov           | 8  | 11 | 12 | 8  | 10 | 11 | 13 | 12 | 15 | 14 | 14 | 15 | 16 | 16 | 16 | 16 | 16 | 16 | 16 | 16 | 16 | 16 | 16 | 16 | 16 | 16 | 16 | 16 | 16 | 14 |
| Táborsko         | 12 | 14 | 9  | 12 | 11 | 12 | 14 | 15 | 16 | 16 | 15 | 16 | 15 | 15 | 15 | 15 | 15 | 14 | 14 | 13 | 15 | 15 | 15 | 15 | 15 | 15 | 15 | 15 | 15 | 15 |
| Znojmo           | 8  | 11 | 13 | 15 | 12 | 14 | 15 | 14 | 11 | 10 | 10 | 10 | 12 | 13 | 13 | 13 | 13 | 12 | 12 | 9  | 10 | 11 | 12 | 12 | 14 | 14 | 14 | 14 | 14 | 16 |

Poznámky:
- kurzívou = tým měl v daném kole odložené utkání; tučně = v době mezi dvěma koly byl odehrán odložený zápas

## Statistiky
Aktuální k 25.5.2019.

### 9 nejlepších střelců
| #     | Hráč              | Klub                       | Góly |
| ----- | ----------------- | -------------------------- | ---- |
| 1.    | David Ledecký     | SK Dynamo České Budějovice | 18   |
| 2.-3. | Lukáš Zoubele     | FC Vysočina Jihlava        | 12   |
| 2.-3. | Lukáš Magera      | FC Zbrojovka Brno          | 12   |
| 4.-6. | Peter Štěpanovský | FC Zbrojovka Brno          | 11   |
| 4.-6. | Zbyněk Musiol     | FC MAS Táborsko            | 11   |
| 4.-6. | Michal Petráň     | FK Pardubice               | 11   |
| 7.-9. | Ivo Táborský      | SK Dynamo České Budějovice | 9    |
| 7.-9. | Stanislav Klobása | FC Vysočina Jihlava        | 9    |
| 7.-9. | Vojtěch Hadaščok  | FC Sellier & Bellot Vlašim | 9    |

### Střelci s dosaženým hattrickem
| Datum      | Hráč          | Klub                       | Zápas                                          | Výsledek | Pozn.    |
| ---------- | ------------- | -------------------------- | ---------------------------------------------- | -------- | -------- |
| 19̈.10.2018 | David Ledecký | SK Dynamo České Budějovice | SK Dynamo České Budějovice - FC Hradec Králové | 3-1      |          |
| 9.11.2018  | Jakub Teplý   | 1. SC Znojmo FK            | MFK Vítkovice - 1. SC Znojmo FK                | 0-6      | 4 branky |
| 9.3.2019   | Dominik Kunca | 1. SC Znojmo FK            | 1. SC Znojmo FK - MFK Chrudim                  | 6-1      |          |
| 18.5.2019  | Lukáš Zoubele | FC Vysočina Jihlava        | FK Ústí nad Labem - FC Vysočina Jihlava        | 2-3      |          |
| 25.5.2019  | Adam Ondráček | FK Varnsdorf               | FK Varnsdorf - 1. SC Znojmo FK                 | 7-1      |          |

### Brankáři s nejvíce vychytanými nulami
Aktuální k 25.5.2019.
| #     | Hráč            | Klub                       | Počet |
| ----- | --------------- | -------------------------- | ----- |
| 1.    | Radek Porcal    | FK Varnsdorf               | 15    |
| 2.    | Radim Ottmar    | FC Hradec Králové          | 13    |
| 3.    | Jindřich Staněk | SK Dynamo České Budějovice | 10    |
| 4.-5. | Jiří Adamuška   | FK Fotbal Třinec           | 7     |
| 4.-5. | Jiří Letáček    | FK Pardubice               | 7     |
| 6.-9. | Miroslav Bréda  | 1. SK Prostějov            | 6     |
| 6.-9. | Jaroslav Belaň  | FK Baník Sokolov           | 6     |
| 6.-9. | Patrik Vízek    | FC Hradec Králové          | 6     |
| 6.-9. | Josef Květoň    | MFK Vítkovice              | 6     |